# Саратовський військово-медичний інститут
Сара́товський військо́во-меди́чний інститу́т (рос. Саратовский военно-медицинский институт) — державна освітня установа вищої професійної освіти, медичний вищий навчальний заклад Російської Федерації, що підпорядковувся Міністерству оборони РФ. Розташовувався в місті Саратові Приволзького федерального округу.
За 40 років свого існування ВНЗ підготував для Збройних сил понад 10 тисяч військових лікарів, більше 3 тисяч військових провізорів.

## Історія
У 1964 році при Саратовському медичному інституті створено військово-медичний факультет. До нього приймали за направленнями військових кафедр медичних ВНЗ студентів, що закінчили IV курс — на лікувальний факультет, і III курс — на стоматологічний. Деякий час при ВНЗ також проводилась перепідготовка військових фельдшерів.
29 жовтня 1998 року постановою Уряду Російської Федерації № 1009 факультет виокремлений зі складу Саратовського державного медичного університету і, як Саратовський військово-медичний інститут, став філією Військово-медичної академії імені С. М. Кірова.
З 1 жовтня 2010 року, в зв'язку з оптимізацією Збройних сил РФ, Саратовський військово-медичний інститут був розформований. На його базі створений шпиталь на 150 ліжок поліклініками (загальнопрофільною та стоматологічною). Шпиталь здійснює медичне обслуговування контингентів Міністерства оборони Росії, які раніше були прикріплені до клініки СВМІ. Можливості шпиталю дозволяють забезпечити необхідною медичною допомогою контингенти МО РФ, які мешкають в Саратовському гарнізоні.

## Начальники інституту
- Решетніков Володимир Анатолійович, генерал-майор медичної служби.
- Громов Михайло Сергійович, генерал-майор медичної служби.

## Відомі випускники
Гордістю навчального закладу є генерали медичної служби Е. О. Нечаєв, І. В. Синопальников, Г. М. Прохоров, Н. А. Осипов, С. О. Бугров, В. О. Пономаренко, Г. М. Хоровець, В. К. Курочка, Є. С. Бережнов і льотчик-космонавт СРСР, Герой Радянського Союзу, полковник медичної служби В. Г. Лазарєв.